# Jan Gorissen (accordeonist)
Johannes Cornelis (Jan) Gorissen (Rotterdam, 10 januari 1917 – Amersfoort, 15 september 1988) was een Nederlands accordeonist. Hij was voorts componist (Het lied van de zee) en arrangeur. Hij had in muziekkringen de bijnaam Jan met de handjes.

## Loopbaan
Hij was zoon van havenarbeider Arie Gorissen en Wilhelmina Petronella van Staveren, een gezin met meer dan tien kinderen. Hijzelf trouwde in 1937 met Wilhelmina Petronella Brinkman, na een echtscheiding in 1965 trouwde hij met Tiny Engelvaart. De rouwadvertentie meldde "Zijn leven was muziek"; hij werd in stilte gecremeerd.
Het zag er niet naar uit, dat hij musicus zou worden, zijn ouders zagen een loopbaan in de muziek niet zitten. Alhoewel hij ging werken in de drukkerij en in de brouwerij van oranjeboom, bleef hij oefenen op de accordeon, iets waar hij al op vijfjarige leeftijd mee begonnen was nadat hij eerst aan het spelen was met de mondharmonica. Hij solliciteerde bij de radio, maar werd steeds afgewezen. In 1939 mocht hij proefspelen bij Pierre Palla, die hem naar de AVRO haalde; een omroep die hij zou inwisselen voor de VARA.
Hij was echter jarenlang leider en kapelmeester van Accordeola, een accordeonorkest, dat hij samen met Jaap Valkhoff en Johnny Holshuyzen had opgericht. Hij speelde ook trompet, contrabas en zong. Hij werkte voorts dertig jaar voor de Vara, waarbij hij optrok met Max van Praag binnen Accordeola. Zo leidde Gorissen tussen 1961 en 1969 het programma Melodieën expres niet alleen met orkest, maar ook met koortjes onder de namen The Spotlights en The Floodlights. Hij speelde onder meer met The Ramblers, Metropole Orkest en orkesten van genoemde omroep onder leiding van Charlie Nederpelt en het orkest van Malando.  
Zijn portret als hoofdconducteur prijkt op de langspeelplaat Een trein vol liedjes en melodietjes uitgebracht op Varagram (catalogusnummer 20). Zijn best verkocht album was Klokkenwals (1966) dat hij opnam voor Telstar van Johnny Hoes, dat circa 250.000 keer over de toonbank ging; hij zou een platina-album uit handen van Annie de Reuver overhandigd krijgen. Zijn plaatje Barcarolle 66 (1966) verkocht 100.000 keer; hij kreeg er een gouden plaat voor. In 1974 was er een televisieprogramma gewijd aan zijn 25-jarig jubileum.
Hij had in zijn jeugd een grote liefhebberij in het boksen. Hij had les van Luc van Dam (tevens sparringpartner) en Bep van Klaveren (die hem ook een paar miniatuur bokshandschoenen gaf) en voetballes van Kees Dijke. Hij zou nog amateur bokskampioen in zijn geboortestad zijn geweest. Dat sporten hield hem nog enigszins in beweging toen hij op late leeftijd werd geplaagd door astma.